# Ел Портал (Калифорнија)
Ел Портал (енгл. El Portal) насељено је место без административног статуса у америчкој савезној држави Калифорнија.

## Демографија
По попису из 2010. године број становника је 474.
| Група             | 2000.    | 2010.       |
| Белци             | 0 (0,0%) | 415 (87,6%) |
| Афроамериканци    | 0 (0,0%) | 1 (0,2%)    |
| Азијати           | 0 (0,0%) | 5 (1,1%)    |
| Хиспаноамериканци | 0 (0,0%) | 28 (5,9%)   |
| Укупно            | 0        | 474         |